# Спосіб життя
Під спо́собом (трибом, укладом) життя́ розуміється стійка типова форма життєдіяльності особистості й спільнот, міра їх входження в соціум, типові взаємодії індивіда з суспільством, і групових стосунків групами, іншими людьми. Йдеться про звички, традиції, стереотипи поведінки, які визначають взаємозалежність між індивідом та його оточенням.
Виокремлюють різні види способу життя. При цьому основою можуть слугувати певні системи соціально-культурних цінностей, пріоритетів: картини світу, розуміння норм, коло спілкування, інтереси, потреби і способи їх задоволення тощо. 
Приміром, здоровий спосіб життя передбачає правильне харчування, дотримання правил і норм гігієни, наявність нешкідливих умов на роботі й удома, заняття спортом заради зміцнення здоров'я, а не задля рекордів, мінімальне вживання алкоголю тощо. Стосовно профілактичних заходів щодо здоров'я, то вони є основою гігієни й полягають у забезпеченні науково обґрунтованих вимог, дотримання яких сприяє нормальному функціюванню організму.
Гігієна особистості, за В. Шепелем, може мати триєдине спрямування:
- гігієна праці (не допускати перевтоми, забезпечувати нормальне екологічне середовище на виробництві, точне дотримання техніки безпеки й контроль за цим тощо),
- гігієна спілкування (дотримання норм спілкування, правил хорошого тону, уважне ставлення до думок інших, стримування власних емоцій під час спілкування чи конфліктів, врахування етнопсихологічних особливостей спілкування тощо),
- особиста гігієна та прищеплення навичок гігієни своїм дітям, підтримка традицій здорового способу життя.

Сказане дає змогу виокремити моральний аспект у здоровому способі життя, який відповідає змісту основних цінностей життя й культури. Саме з морального погляду цікавим у способі життя є передусім його уклад.